# Andrea Forfori
Neidy Andrea Forfori Aguilera  (Andrea Forfori) (Camiri, Bolivia; 23 de marzo de 1989) es una modelo y reina de belleza boliviana. Fue  Miss Litoral 2014 con la cual con ese título le dio la oportunidad de representar a su departamento de Santa Cruz para participar en el Miss Bolivia 2014, quien fue ganadora de la corona de Miss Bolivia Mundo 2014 y representó a Bolivia en el Miss Mundo 2014. En la actualidad se encuentra afrontando un proceso penal por la supuesta comisión de delitos de corrupción durante su participación como funcionaria pública del municipio de Santa Cruz de la Sierra por el cual el juez instructor de la causa a pedido de la fiscalía le envió con detención preventiva al Centro de Rehabilitación Santa Cruz Pamalsola.

## Historia
Andrea Forfori nació el 23 de marzo de 1989 en el municipio de Camiri. Es licenciada en Arquitectura, Diseño y Urbanismo, y heredó la pasión de su padre por volar, lo que la llevó a estudiar pilotaje privado, entre sus actividades destacan la creación del taller MaquIdeas y la coordinación de la RC1 (Reunión Consultiva 1 CLEA 2012), habiendo realizado proyectos para las situaciones de emergencias en la ciudad oriental.
Su pasatiempo preferido es manejar cuadratrack, porque encuentra un espacio de relajación. “Es un deporte  sano, en el que disfruto de la naturaleza y me deleito con la adrenalina que uno vive en esos momentos de velocidad u obstáculos que uno encuentra en los caminos”.
Se animó a participar en el concurso porque cree que el obtener un título como Miss o Srta. Santa Cruz sería la plataforma para aportar al desarrollo de su departamento y ser partícipe, escuchada y tomada en cuenta para buscar las soluciones de los problemas emergentes de la población, procurando el bienestar para todos.

## Miss Santa Cruz 2014
Andrea Forfori, con 24 años de edad, luchó por la corona cruceña contra 18 candidatas de toda la región cruceña, Andrea representó a la ciudad de Camiri. La final del concurso más importante de Santa Cruz se realizó el 17 de mayo de 2014 en el cual la sede fue en San José de Chiquitos la cual ganó una de las 4 coronas fue Miss Litoral 2014 quien la ganadora fue Camila Lepere Miss Santa Cruz, Joselyn Toro Srta. Santa Cruz, la noche final Andrea fue coronada por Alejandra Aguilera Añez Miss Litoral 2013, también ganó títulos previos como Miss Silueta Paceña y Rostro más Bello Avon.

## Miss Bolivia Mundo 2014
En la noche final del 31 de julio de 2014 en el Miss Bolivia Mundo 2014 Andrea resultó ganadora por la elección de su trabajo de belleza con propósito la cual la primera finalista fue Eloísa Gutiérrez Rendón de Chuquisaca y la segunda finalista fue Joselyn Toro Leigue de Santa Cruz.

## Miss Mundo 2014
Andrea como Miss Bolivia Mundo 2014 concurso en el Miss Mundo 2014 compitiendo con 122 candidatas del todo mundo logró posicionarse en el Top 10 de Belleza con Propósito y cuya final se celebró el 14 de diciembre de 2014 en el Centro de Exposiciones ExCeL de Londres, Reino Unido en la cual la noche final logró estar en el Top 8 en Mejor Danzas del Mundo y logró estar entre las 25 finalistas del Miss Mundo 2014 recordando la última vez que Bolivia clasificó entre las finalistas del Miss Mundo fue en el 2003 con Helen Aponte. 

### Sorpresas
La Miss Mundo 2014, la sudafricana Rolene Strauss, viene a Bolivia en abril. Esto es posible gracias a las gestiones de la Miss Bolivia y semifinalista del Miss Mundo 2014, Andrea Forfori Aguilera, que no solo hizo una buena representación del país en el certamen, sino que consiguió junto con Gloria Mariana Limpias, la representante de Promociones Gloria, que Julia Morley, la organizadora del Miss Mundo, ponga sus ojos en Bolivia. Todo gracias a su proyecto Belleza con propósito, que se ubicó como uno de los 10 mejores del concurso.

## Miss Piel Dorada Internacional 2015
Promociones Gloria decide mandar a Andrea en el Miss Piel Dorada Internacional 2015 que realizó en Chiapas, México el 4 de abril de 2015 en la cual resultó Virreina Miss Piel Dorada Internacional 2015.